# Памхаген
Памхаген (нем. Pamhagen) — коммуна (нем. Gemeinde) в Австрии, в федеральной земле Бургенланд. 
Входит в состав округа Нойзидль-ам-Зе. Население составляет 1744 человека (на 31 декабря 2005 года). Занимает площадь 33,1 км². Официальный код — 10716.

## Политическая ситуация
Бургомистр коммуны — Йозеф Вюгер (СДПА) по результатам выборов 2007 года.
Совет представителей коммуны (нем. Gemeinderat) состоит из 21 места.
- СДПА занимает 11 мест.
- АНП занимает 10 мест.